# Castore Durante

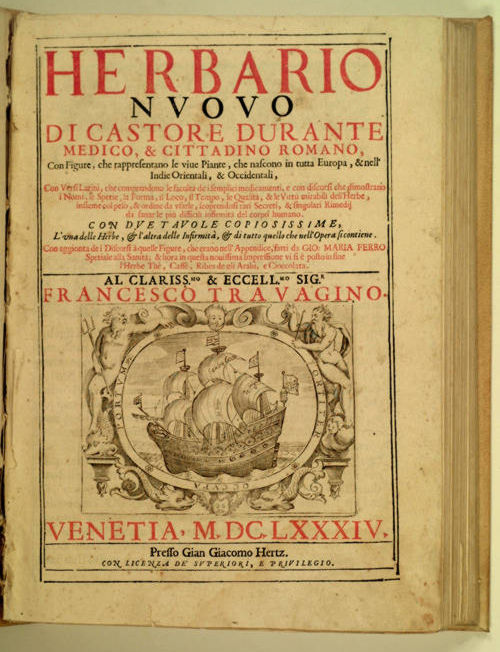
Herbario novo

Castore Durante nebo také Castor Durante da Gualdo (1529 Gualdo Tadino – 1590 Viterbo) byl italský lékař, botanik a básník.
Jeho otcem byl právník Giovan Diletto Durante, který s jeho matkou Gerolimou měl dalších pět dětí. Castore studoval v Perugii a od roku 1567 byl lékařem v Gualdo Tadino. Později se v Římě stal lékařem Sixta V.
Byl po něm pojmenován rostlinný rod Castorea z čeledi Verbenaceae.

## Dílo
- Herbario novo, 1585 Řím, sbírka evropských a indických léčivých rostlin
- Il tesoro della sanità, 1586